# خرإبة بني مسعد (السدة)

تعديل مصدري - تعديل

خرابة بني مسعد محلة تابعة لقرية خرابة صالح، التابعة لعزلة جبل حجاج بمديرية السدة إحدى مديريات محافظة إب في الجمهورية اليمنية.، بلغ تعداد سكانها 60 حسب تعداد اليمن لعام 2004.